# Coupe mosaïque
En sylviculture, une coupe mosaïque est une coupe avec protection de la régénération naturelle et des sols. Elle est effectuée de façon à conserver entre deux aires de coupe une forêt d’une superficie au moins équivalente à la superficie du peuplement récolté.

## Avantages
La coupe mosaïque s'inspire de la nature. Elle crée des ouvertures dans le couvert forestier, un peu comme le ferait un feu, une épidémie d'insectes ou un chablis.
Sur une superficie donnée, on récolte le tiers de la ressource. Vingt ans plus tard, on récoltera un autre tiers et ainsi de suite. Cette approche favorise la biodiversité puisqu'on peut planter diverses essences selon les parcelles. Au Canada, on a noté, par exemple, que le nombre d’orignaux avait augmenté depuis l’adoption de cette méthode. Les grands ongulés trouveraient dans les clairières une nourriture plus abondante.